# セグーラ・デ・レオン
セグーラ・デ・レオン（Segura de León）は、スペイン・エストレマドゥーラ州バダホス県のムニシピオ（基礎自治体）。

## 歴史
セグーラ・デ・レオンの歴史は、1274年にサンティアゴ騎士団長パイオ・ペレス・コレイア（Paio Peres Correia）が、1248年のモンテモリンからの寄贈地を分離して、特権を町に付与したことによって始まった。しかし、この地にはそれ以前の様々な人々の多様な文化の痕跡が残されている。
ローマ以前の痕跡ではマルテーラ山の遺跡があげられる。これは紀元前4世紀から1世紀の間の集落跡と考えられている。また、セホ遺跡は、紀元1世紀から5世紀までのローマ帝国時代のものだと考えられている。西ゴート期のものとしては、ラ・アヌンシアション礼拝堂（la Capilla de la Anunciación）の祭壇の盾持ち（tenante altar）などが、その証として残されており、この寺院は7世紀から8世紀の間に建てられたことがうかがえる。現在、その地には教区教会がおかれている。
イスラム支配期のものとしては、城砦とアルディーラ川（Río Ardila）の左岸ヒゴンサ山の集落跡が残されている。セグーラのキリスト教徒による奪還はサンティアゴ騎士団によるもので、そのため13世紀から19世紀までの間、この地の同騎士団との関係は深いものであった。1594年にはセグーラ・デ・レオン・イ・カサス・デル・モンテはサンティアゴ騎士団レオン（León de la Orden de Santiago）県の一部となり、555人の住民が暮らしていた。
レコンキスタが終了するとこの地から、新大陸の征服のために海を渡るものが現れ、彼らが獲得した富によって、教会や礼拝堂が整備された。
自由主義革命後は、セグーラのサンティアゴ騎士団による歴史は、忘れ去られ、19世紀末に紋章が作成された時には、盾の部分に同騎士団の十字形は描かれなかった。
旧体制の崩壊によって、この地はエストレマドゥーラ地方の自治体として創設され、1834年以来フレヘナル・デ・シエーラ司法管轄区に属している。1842年の国勢調査では、740世帯、2700人の住民が報告された 。

## 人口
| セグーラ・デ・レオンの人口推移 1900－2010               |
|                                                         |
| 出典:INE（スペイン国立統計局）1900年 - 1991年、1996年 - |

## 政治
自治体首長はエストレマドゥーラ社会労働党（Partido Socialista Obrero Español de Extremadura）のロレンソ・モリーナ・メディーナ（Lorenzo Molina Medina）で、自治体評議員は、エストレマドゥーラ社会労働党：8、エストレマドゥーラ国民党（Partido Popular de Extremadura）：3となっている（2011年5月22日の自治体選挙結果、得票順）。
| 1999年6月13日自治体選挙 |        |        |          |
| 政党                    | 得票数 | 得票率 | 獲得議席 |
| PP                      | 824    | 50.80% | 6        |
| PSOE                    | 784    | 48.34% | 5        |

| 2003年5月25日自治体選挙 |        |        |          |
| 政党                    | 得票数 | 得票率 | 獲得議席 |
| PP                      | 944    | 59.15% | 7        |
| PSOE                    | 642    | 40.23% | 4        |

| 2007年5月27日自治体選挙 |        |        |          |
| 政党                    | 得票数 | 得票率 | 獲得議席 |
| PSOE                    | 973    | 63.14% | 7        |
| PP                      | 560    | 36.34% | 4        |

| 2011年5月22日自治体選挙 |        |        |          |
| 政党                    | 得票数 | 得票率 | 獲得議席 |
| PSOE                    | 1,039  | 72.10% | 8        |
| PP                      | 384    | 26.65% | 3        |

### 司法行政
セグーラ・デ・レオンはフレヘナル・デ・シエーラ司法管轄区に属す。